# F. Gary Gray
F. Gary Gray (n. 17 iulie 1969, New York City) este un regizor american.

## Activitatea ca regizor

### Filmografie
- Friday (1995)
- Set It Off (1996)
- The Negotiator (1998)
- Ryan Caulfield: Year One (1999) serial TV
- The Italian Job  (2003)
- A Man Apart (2003)
- Be Cool (2005)
- Law Abiding Citizen (2009)
- MIB: International (2019)

### Videoclipuri
- "It Was a Good Day" de Ice Cube (1992)
- "I Ain't Goin' Out Like That" de Cypress Hill (1993)
- "When The Ship Goes Down" de Cypress Hill (1993)
- "Natural Born Killaz" de Dr. Dre and Ice Cube (1994)
- "Saturday Nite Live" de Masta Ace Incorporated (1994)
- "Southernplayalisticadillacmuzik" de OutKast (1994)
- "Black Hand Side" de Queen Latifah (1994)
- "Keep Their Heads Ringin" de Dr. Dre (1995)
- "Waterfalls" de TLC (1995)
- "Diggin' On You" de TLC (1995)
- "How Come, How Long" de Babyface (1996)
- "If I Could Turn Back the Hands of Time" de R. Kelly (1999)
- "Ms. Jackson" de OutKast (2000)
- "Bang Bang Boom" de Drag-On (2004)
- "Show Me What You Got" de Jay-Z (2006)
- "Super High" de Rick Ross (2010)